# تپه‌های امامزاده ابراهیم نظرآباد
تپه‌های امامزاده ابراهیم نظرآباد مربوط به دوران‌های تاریخی پس از اسلام است و در شهرستان شیراز، روستای نظرآباد واقع شده و این اثر در تاریخ ۲۵ اسفند ۱۳۷۹ با شمارهٔ ثبت ۳۲۹۱ به‌عنوان یکی از آثار ملی ایران به ثبت رسیده است.